# Stagmomantis californica
Espèce
Stagmomantis californica, la Mante de Californie, est une espèce de mantes religieuses de la famille des Mantidae originaire de l'ouest des États-Unis.

## Description
Les adultes de cette espèce font entre 50 et 75 mm de long. Il existe des variétés vertes, jaunes et brunes, les subadultes et les adultes ayant tendance à avoir des bandes transversales sombres sur le dessus de l'abdomen. Les ailes des deux sexes sont tachetées ou teintées de brun foncé ou de noir et les ailes postérieures sont violacées. L'intérieur des pattes antérieures est orangé et il y a quelques taches noires près des mandibules. Pour le reste des aspects physiques, S. californica ressemble étroitement aux autres espèces de mantoptères, dont deux sont originaires de Californie (Stagmomantis carolina, légèrement plus petite et S. limbata plus grande et plus commune). Les oothèques et les nouveau-nés sont différents de ceux de S. limbata.

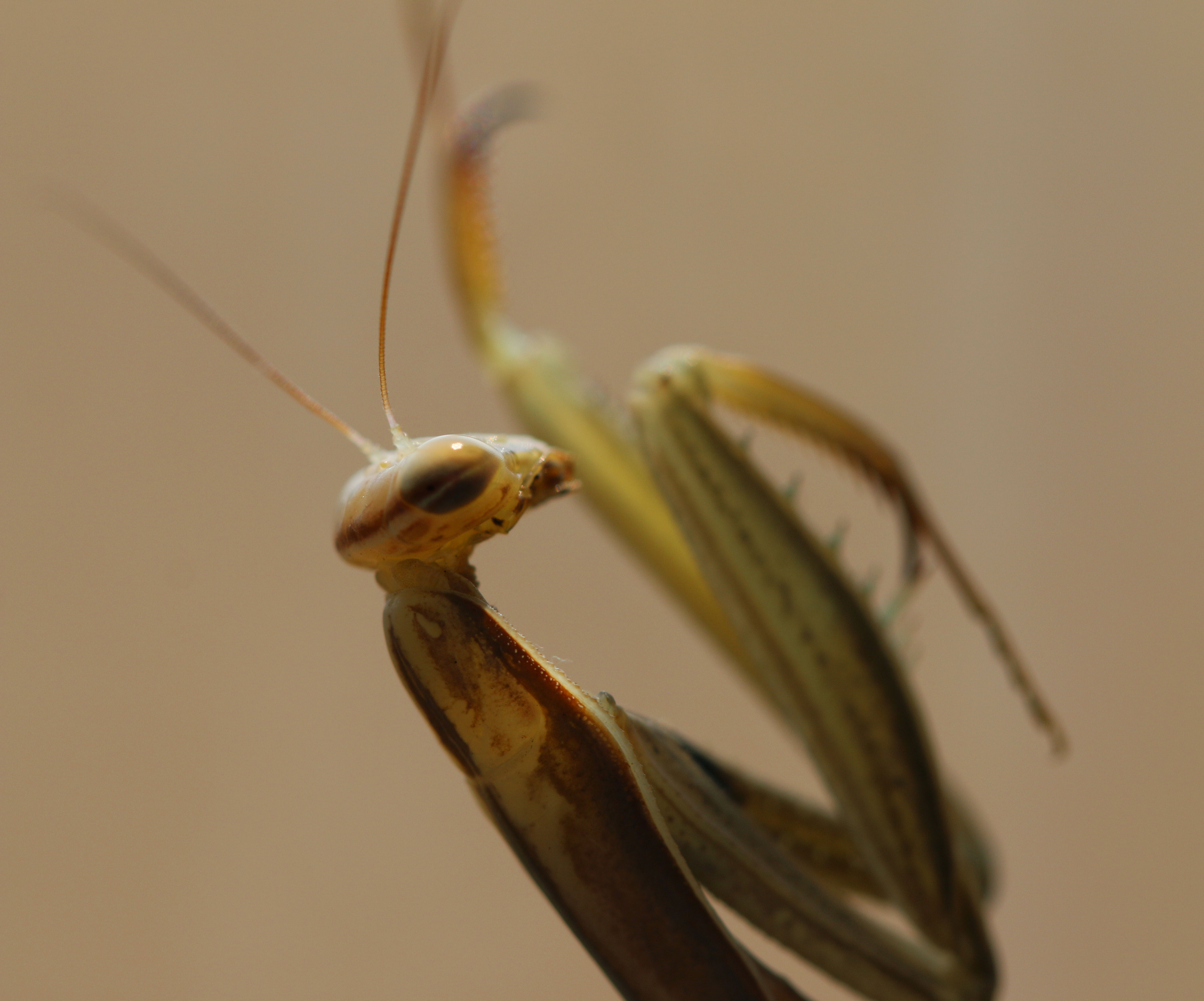
Gros plan de la tête de profil.

## Habitat
En Californie, cet insecte est commun dans les régions les plus chaudes et les plus sèches de la partie sud de l'État, en dessous de 3 000 m. Il préfère le  chaparral et les environnements désertiques avec une végétation suffisante (l'arbre à créosote est un favori) dans lesquels ils peuvent grimper, se cacher et chasser. Son aire de répartition s'étend de tout le sud de la Californie jusqu'à la Vallée Centrale au nord, puis vers l'est jusqu'en Arizona, au Nouveau-Mexique, au Colorado et à l'ouest du Texas. À la fin des années 1980, il a commencé à apparaître dans le sud de l'Idaho et il semble migrer vers le nord, s'adaptant aux hivers plus froids en cours de route. Il est aussi présent au Mexique.

## Comportement et écologie
Comme toutes les mantes, la mante de Californie est carnivore, consommant pratiquement tous les autres insectes qu'elle perçoit comme suffisamment petits pour être mangés, y compris d'autres membres de sa propre espèce. Les mâles et les femelles sont strictement solitaires et ne se réunissent que pour se reproduire. Les nymphes éclosent au printemps à partir d'oothèques dures pondues l'automne précédent. Les adultes n'hivernent pas — leur durée de vie est rarement supérieure à un an et généralement inférieure à neuf mois, les femelles survivant parfois plus longtemps dans la saison hivernale que les mâles, ce qui leur laisse vraisemblablement plus de temps pour déposer leurs oothèques sur des végétaux ou des rochers appropriés avant de mourir.
Bien que coureurs rapides, les deux sexes sont également capables d'utiliser leurs ailes pour voler, les mâles volant particulièrement bien : leurs ailes s'étendent bien au-delà de l'extrémité de leur abdomen, alors que celles de la femelle ne font pas plus que la moitié de cette longueur. Les mâles sont souvent attirés par les grands éclairages nocturnes et peuvent parfois être observés grouillant autour d'eux avec d'autres insectes, bien qu'en tant que chasseurs d'embuscades, ils volent la nuit principalement pour se disperser et non à la recherche de nourriture.
L'accouplement de Stagmomantis californica peut durer des heures. Pendant ou après celui-ci, la femelle dévore souvent le mâle, ce qui lui apporte  des protéines pour créer son oothèque.

## Taxonomie
Le nom valide complet (avec auteur) de ce taxon est Stagmomantis californica Rehn & Hebard, 1909,.